# Pirata yaginumai
Pirata yaginumai är en spindelart som beskrevs av Tanaka 1974. Pirata yaginumai ingår i släktet Pirata och familjen vargspindlar. Inga underarter finns listade i Catalogue of Life.